# Nederlandse Rode Lijst (amfibieën)

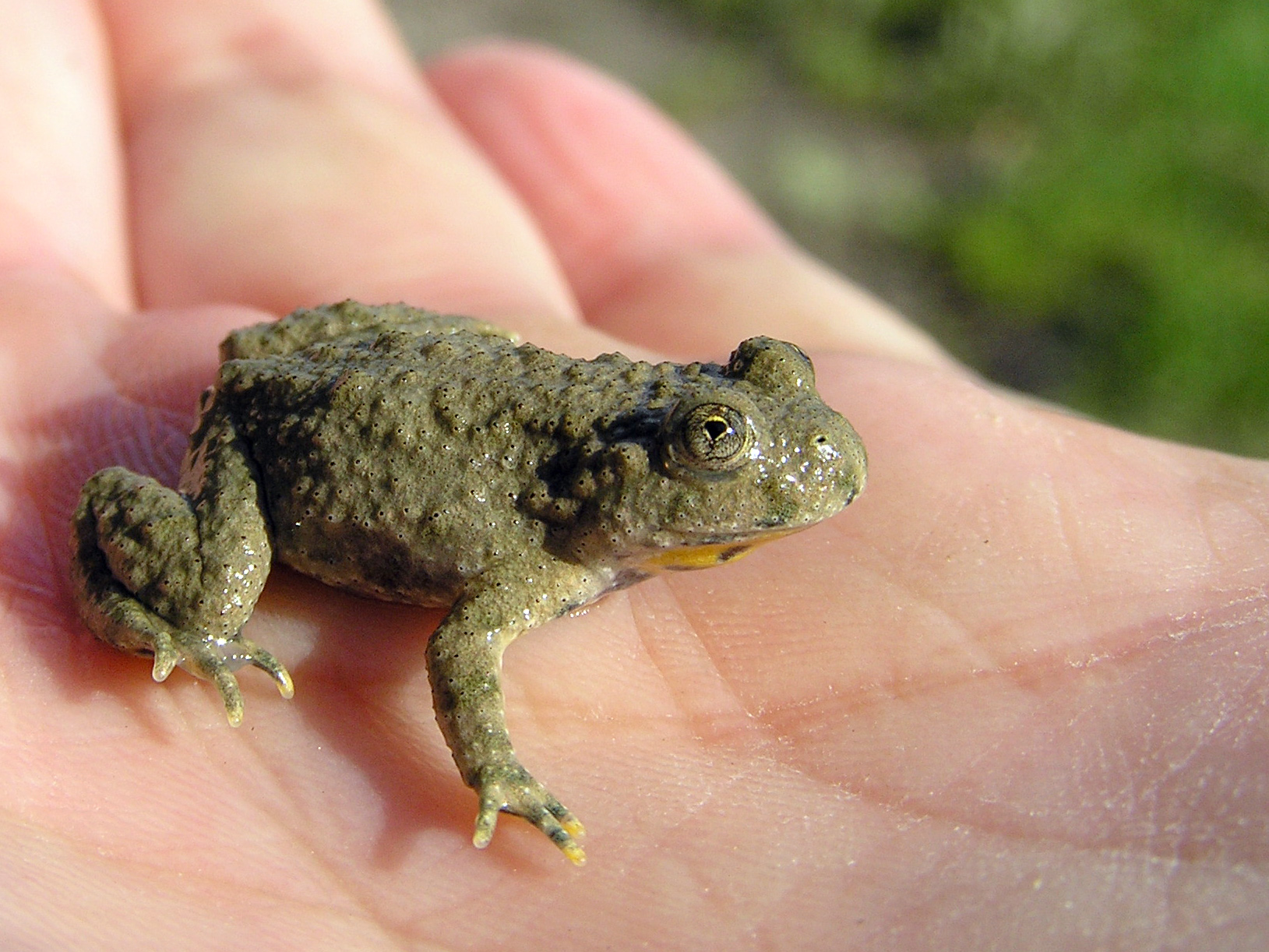
De geelbuikvuurpad is de meest bedreigde kikker in Nederland.

De Rode Lijsten worden regelmatig, bijvoorbeeld eens in de 10 jaar, bijgewerkt. Minister Cees Veerman van Landbouw, Natuur en Voedselkwaliteit heeft op 5 november 2004 de nieuwe Rode Lijsten voor bedreigde dier- en plantensoorten vastgesteld.
Plaatsing op de Rode Lijst betekent niet automatisch dat de soort beschermd is. Daarvoor is opname van de soort in de Flora- en faunawet nodig. De Rode Lijsten hebben daarvoor een belangrijke signaalfunctie. Soorten die in Nederland op de rode lijst staan komen soms algemeen voor in andere landen.
Op de Rode Lijsten staan, naast de bedreigde soorten, beschermingsmaatregelen om deze soorten weer in aantal te laten toenemen. Doordat overheden en terreinbeherende organisaties bij hun beleid en beheer rekening houden met de Rode Lijsten wordt gehoopt dat van de nu bedreigde organismen er over tien jaar een aantal niet meer bedreigd zal zijn en dus van de Rode Lijst afgevoerd kan worden.
Er worden op de Rode Lijst acht categorieën onderscheiden:
- uitgestorven op wereldschaal
- in het wild uitgestorven op wereldschaal
- verdwenen uit Nederland
- in het wild verdwenen uit Nederland
- ernstig bedreigd
- bedreigd
- kwetsbaar
- gevoelig

## Rode Lijst amfibieën 2004
| Nederlandse naam  | Wetenschappelijke naam                 | Status           |
| ----------------- | -------------------------------------- | ---------------- |
| Geelbuikvuurpad   | Bombina variegata ssp. variegata       | ernstig bedreigd |
| Boomkikker        | Hyla arborea ssp. arborea              | bedreigd         |
| Knoflookpad       | Pelobates fuscus ssp. fuscus           | bedreigd         |
| Vuursalamander    | Salamandra salamandra ssp. terrestris  | bedreigd         |
| Heikikker         | Rana arvalis ssp. arvalis              | kwetsbaar        |
| Kamsalamander     | Triturus cristatus                     | kwetsbaar        |
| Poelkikker        | Pelophylax lessonae                    | kwetsbaar        |
| Vinpootsalamander | Lissotriton helveticus ssp. helveticus | kwetsbaar        |
| Vroedmeesterpad   | Alytes obstetricans ssp. obstetricans  | kwetsbaar        |